# Клер Деймс
Клер Деймс (англ. Claire Dames, настоящее имя (англ. Tasia Nicole Turner) род. 13 августа 1981 года) — американская порноактриса.

## Биография
Родилась в Калифорнии. Работала стриптизёршей в городе Рино, в Неваде. С 2007 года начала сниматься в порнофильмах. Также снималась для ряда порносайтов (assparade.com, bigtitsroundasses.com, sexandsubmission.com, gagfactor.com, boobsandbottoms.com).
В июне 2009 года Клер Деймс и ещё 5 человек (включая порноактрису Наташу Найс) арестовывали и на непродолжительное время задерживали по обвинению в непристойном поведении в общественных местах (демонстрацию топлес)
На 2014 год Клер Деймс снялась в 191 порнофильме.

## Премии и номинации
- 2008 AVN Award номинация — Best Oral Sex Scene, Video — Sperm Splattered 4[5]
- 2009 AVN Award номинация — Best Supporting Actress — «Night of the Giving Head»[6]
- 2009 AVN Award номинация — Best Oral Sex Scene — «Night of the Giving Head»[6]
- 2009 AVN Award победа — Most Outrageous Sex Scene — «Night of the Giving Head»[7]